# Quercus turbinella
Quercus turbinella Greene – gatunek rośliny z rodziny bukowatych (Fagaceae Dumort.). Występuje naturalnie w północnym Meksyku (w stanach Kalifornia Dolna, Sonora i północnej części Chihuahua) oraz południowo-zachodnich Stanach Zjednoczonych (w Kalifornii, Arizonie, Kolorado, Nowym Meksyku, Teksasie, Nevadzie i Utah). 

## Morfologia
PokrójZimozielone lub częściowo zimozielone drzewo lub krzew. Dorasta do 4 m wysokości. Kora ma szarą lub brązową barwę, łuszczy się.
LiścieBlaszka liściowa jest skórzasta i ma kształt od eliptycznego do owalnego. Mierzy 2–3 cm długości oraz 1–1,5 cm szerokości, jest ząbkowana na brzegu, ma nasadę od zaokrąglonej do sercowatej i tępy lub ostry wierzchołek. Ogonek liściowy jest nagi i ma 1–4 mm długości.
OwoceOrzechy zwane żołędziami o jajowatym kształcie, dorastają do 20 mm długości i 11 mm średnicy. Osadzone są pojedynczo w miseczkach o półkulistej kształcie lub w formie kubka, które mierzą 4–6 mm długości i 8–12 mm średnicy. Orzechy otulone są miseczkami w 25–50% ich długości.

## Biologia i ekologia
Rośnie w widnych lasach, na skalistych stokach lub w zaroślach. Występuje na wysokości od 800 do 2000 m n.p.m.